# داستان‌های حیوانات خانگی سیمز
داستان حیوانات خانگی سیمز (به انگلیسی: The Sims Pet Stories) یک بازی ویدئویی منتشر شده توسط شرکت ای‌ای گیمز است. این بازی در تاریخ ۱۹ ژوئن ۲۰۰۷ عرضه شده و سازنده آن ای‌ای گیمز است.